# Bertha Frensel Wegener
Bertha Frensel Wegener   (Bloemendaal, 27 de setembre de 1874 - Amsterdam, 17 de juliol de 1953) fou una compositora i professor de música clàssica neerlandesa.

## Biografia
Bertha Koopman va néixer a Bloemendaal. Va estudiar piano al Conservatori d'Amsterdam Sarah Bosmans-Benedicts i composició amb Bernard Zweers. Després d'haver obtingut el diploma va marxae a Frankfurt del Main per estudiar cant amb Hugo Bellwidt. En acabar els seus estudis va oferir concerts a Alemanya i als Països Baixos.
Després de casar-se amb Jolen Frensel Wegener es va retirar dels escenaris i es va embarcar en una carrera com a acompanyant, professora i compositora, a la ciutat d'Haarlem, a prop d'Amsterdam.
Les seves primeres cançons portaven el text en alemany, però després de la Primera Guerra Mundial va compondre també amb textos en francès i anglès, fet que li va donar accés als mercats de Nova York, Chicago i Saint-Louis.
La seva filla Emmy Frensel Wegener (1901–1973) fou una violinista i compositora de música de cambra.
Va morir el 17 de juliol de 1953 a Amsterdam.

## Obres
- Quatre cançons, que inclou el seu Stabat Mater (1909)[4]
- Droome-vrouw (dona de somni), cançó per a soprano amb acompanyament de piano (1914)
- Cançons d'amor, per a soprano i piano amb textos de Rabindranath Tagore (1916)
- Vuit lieder, per a veu mitjana amb acompanyament de piano (1909)
- Dues Cançons
- Drei Lieder
- Cançons de bressol (1926)[3]
- Vier Liederen (Quatre cançons), incloent-hi Waaronder Een karretjen op den Zandweg reed (Conduint un carro per la carretera de sorra)
- Bij Holland’s Herrijzenis (A la resurrecció d'Holanda) (posterior al maig de 1945)

## Discografia
- Frensel Wegener Bertha Koopman, cançons interpretades per Ingrid Kappelle i Miklos Schwalb. Tatlin Records, TA 001.
- Henriëtte Bosmans i el seu cercle, de Henriëtte Bosmans, Lex Van Delden, Willem Pijper i Bertha Frensel Wegener-Koopman (CD d'àudio - 22 de maig de 2006), Globe. ASIN: B000026ARU